# 李政 (工程学家)
李政，清华大学热能工程系教授，主要从事能源系统分析及能源战略、能源动力系统建模与仿真等方面的研究工作。入选中华人民共和国教育部2007年度"长江学者"特聘教授，享受政府特殊津贴。